# Das rote Netz
Das rote Netz (Untertitel: In memoriam Marie-Louise Hensel) ist eine erstmals 1960 veröffentlichte Erzählung von Marie Luise Kaschnitz.

## Inhalt
Die Erzählerin Renata möchte einen der Fischer am Bodensee gegen Bezahlung dazu überreden, ein jüdisches Kind in die Schweiz zu schmuggeln, um es damit vor der Verfolgung im Dritten Reich zu retten.
Zur Tarnung geht sie mit der Frau eines Amtsgerichtsrates spazieren, vorgeblich, um bei den Ortsansässigen Nahrungsmittel zu erbitten, die nicht oder nur mit Lebensmittelmarken erhältlich sind. Bei einem Fischer angekommen, bittet Renata ihre nichtsahnende Begleiterin mit der Ausrede, sie würden sonst zu aufdringlich wirken, vor der Tür zu warten. Die heimliche Überfahrt des Kindes wird vom Hausbesitzer abgelehnt, er verweist jedoch auf einen anderen, der in der Nähe wohnt. Auf seinen Rat hin schlägt sie sich, um unerkannt zu bleiben, durch das hohe Schilf zu dessen Anwesen durch. Der Fischer erklärt sich bereit, nachdem Renata aber wieder gehen möchte, informiert er die Behörden, die sie kurz darauf verhaften. Auf dem Weg ins Gefängnis denkt Renata an die Frau des Amtsgerichtsrates, das zu rettende Kind, dessen Eltern und auch an ihre eigenen Söhne, von denen der ältere in der Wehrmacht dient.
Sie erhängt sich schließlich in der Zelle mit ihrem Gürtel.

## Veröffentlichung
Das Werk war Teil des Erzählbandes Lange Schatten, der 1960 im Claassen-Verlag erschien. Volk und Welt gab die Geschichte im Rahmen der Reihe Erkundungen auch in der DDR heraus.